# Jimmy Lydon

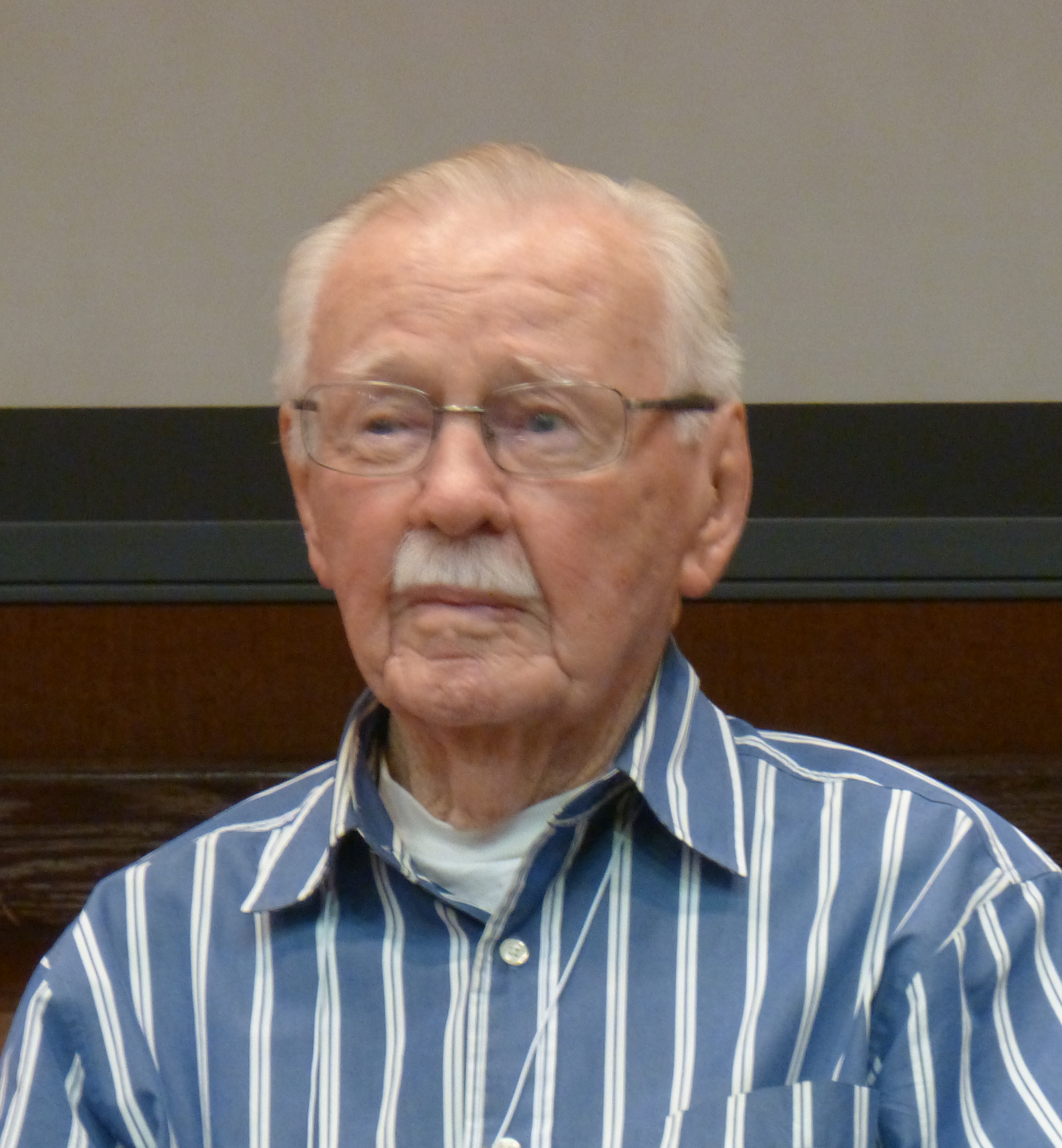
Jimmy Lydon (2013)

Jimmy Lydon (* 30. Mai 1923 in Harrington Park, New Jersey als James J. Lydon; † 9. März 2022 in San Diego, Kalifornien) war ein US-amerikanischer Schauspieler und Fernsehproduzent. 
Bekannt wurde er in den 1940er-Jahren durch seine Hauptrolle in neun Henry-Aldrich-Filmen. Sein Schaffen umfasst rund 150 Film- und Fernsehproduktionen. Als Produzent war er in den 1960er-Jahren an einer Reihe von Spielfilmen beteiligt.

## Leben und Karriere
Jimmy Lydon wurde 1923 als fünftes von neun Kindern in eine Familie irischer Herkunft in New Jersey geboren. Sein Vater war Alkoholiker und hatte keine Arbeit, weshalb der Rest der Familie sich während der Great Depression notdürftig Arbeit suchen sollte. 1937 gewann der schauspielerisch unerfahrene Lydon überraschend einen Part im Broadway-Stück Western Waters, nachdem er den Produzenten eine Reihe von angeblichen Schauspielauftritten aufgezählt hatte, um zum Vorsprechen zu gelangen. Er hatte schnell Erfolg und spielte bis 1939 in mehreren Stücken am Broadway, ehe die Familie 1939 mit ihm nach Hollywood übersiedelte. Seine erste Filmrolle hatte der 16-jährige Lydon in dem Kriminalfilm Back Door to Heaven, wo er in einer Nebenrolle den Hauptdarsteller Wallace Ford als Jugendlichen darstellte. 1940 holte sich Lydon die Titelrolle in der Literaturverfilmung Tom Brown’s School Days nach dem Roman von Thomas Hughes. Sein Auftritt als Tom Brown neben Cedric Hardwicke und Freddie Bartholomew machte ihn endgültig bekannt.
1941 übernahm Lydon die Hauptrolle des zuvor von Jackie Cooper gespielten, pubertierenden Jugendlichen Henry Aldrich in einer Filmreihe. Sie basierte auf der extrem erfolgreichen Hörspielreihe über die Familie Aldrich. Bis 1944 verkörperte Lydon die Hauptrolle des Henry Aldrich bei Paramount Pictures in insgesamt zehn Filmen, die ihm den Ruf eines Jugendstars einbrachten. Im Verlaufe der 1940er Jahre folgten weitere Hauptrollen; so kommt er in dem Film noir Stimme aus dem Jenseits (1945) von Edgar G. Ulmer dem Mörder seines Vaters auf die Spur. 1947 durfte er Elizabeth Taylor in Cynthia ihren ersten Filmkuss geben. Im selben Jahr spielte er nochmals an der Seite von Taylor, nämlich in einer tragenden Rolle als ältester Sohn einer exzentrischen Familie in Michael Curtiz’ Komödie Unser Leben mit Vater. 1948 spielte er den jüngeren Bruder von Ingrid Bergman in Johanna von Orleans.
Als Lydon in den 1950ern aus seinen jugendlichen Rollen herauswuchs, ließ sein beruflicher Erfolg deutlich nach. Er spielte nun hauptsächlich Gastrollen in Fernsehserien, abgesehen von wenigen Filmen wie Das letzte Signal (1953) mit John Wayne. Daher wandte er sich zusehends der Arbeit hinter den Kameras zu. In den 1960er- und 1970er-Jahren betätigte sich Lyndon als Produzent für Fernsehserien wie 77 Sunset Strip, Mister Roberts und M*A*S*H. Bei einer Episode von Der Sechs-Millionen-Dollar-Mann von 1977 war Lydon auch Regisseur. Er war auch Co-Produzent von mehreren Filmen wie Mord aus zweiter Hand (1966) oder The Leaning Tree (1969) von Gordon Parks, der heute als Klassiker des afroamerikanischen Kinos gilt. Daneben trat Lydon weiterhin gelegentlich als Schauspieler in Fernsehserien auf, zuletzt 1987 in Chefarzt Dr. Westphall.
Lydon heiratete 1952 in zweiter Ehe Betty Lou Nedell, mit der zwei Töchter hatte, und lebte lange im kalifornischen Bonita. Im März 2022 verstarb er 98-jährig in seinem Domizil in San Diego, nur zwei Monate nach dem Tod seiner Frau Betty.

## Filmografie (Auswahl)

### Als Schauspieler
- 1939: Back Door to Heaven
- 1940: Tom Brown’s School Days
- 1940: Little Men
- 1941–1944: Henry-Aldrich-Filmreihe (10 Filme)
  - 1941: Life with Henry
  - 1941: Henry Aldrich for President
  - 1942: Henry Aldrich, Editor
  - 1942: Henry and Dizzy
  - 1943: Henry Aldrich Swings It
  - 1943: Henry Aldrich Gets Glamour
  - 1943: Henry Aldrich Haunts a House
  - 1944: Henry Aldrich, Boy Scout
  - 1944: Henry Aldrich Plays Cupid
  - 1944: Henry Aldrich’s Little Secret
- 1943: Aerial Gunner
- 1945: Stimme aus dem Jenseits (Strange Illusion)
- 1947: Cynthia
- 1947: Unser Leben mit Vater (Life with Father)
- 1948: Johanna von Orleans (Joan of Arc)
- 1948: Out of the Storm
- 1949: Gefängnis ohne Gitter (Bad Boy)
- 1949: The Life of Riley (Fernsehserie)
- 1950: Liebesrausch auf Capri (September Affair)
- 1950: The Magnificent Yankee
- 1950: Hot Rod
- 1951: Apachenschlacht am schwarzen Berge (Oh! Susanna)
- 1953: Das letzte Signal (Island in the Sky)
- 1954: Rocky Jones, Space Ranger (Fernsehserie, sechs Folgen)
- 1955: Die Stadt der toten Seelen (Rage at Dawn)
- 1957: Chain of Evidence
- 1958: Love That Jill (Fernsehserie, 13 Folgen)
- 1958, 1959, 1964: 77 Sunset Strip (Fernsehserie, drei Folgen)
- 1959: Dezernat M (Fernsehserie, eine Folge)
- 1960: I Passed for White
- 1960: Die 13 Opfer des Dr. Desmond (The Hypnotic Eye)
- 1961: Twilight Zone (Fernsehserie, eine Folge)
- 1968, 1974: Rauchende Colts (Fernsehserie, zwei Folgen)
- 1969: Frank Patch – Deine Stunden sind gezählt (Death of a Gunfighter)
- 1971: Der Stich ins Wespennest (Cannon)
- 1974, 1976: Detektiv Rockford – Anruf genügt (Fernsehserie, zwei Folgen)
- 1976: Vigilante Force – Das Gesetz sind wir (Vigilante Force)
- 1983, 1985: Simon & Simon (Fernsehserie, drei Folgen)
- 1987: Chefarzt Dr. Westphall (Fernsehserie, eine Folge)
- 2004: Edgar G. Ulmer – Der Mann im Off (Dokumentarfilm, als Mitwirkender)

### Hinter der Kamera
Als Produzent
- 1963–1964: 77 Sunset Strip (Fernsehserie, 20 Folgen)
- 1965–1966: Mister Roberts (Fernsehserie, 30 Folgen)
- 1966: Mord aus zweiter Hand (An American Dream)
- 1967: Countdown – Start zum Mond (Countdown)
- 1969: Hass (The Leaning Tree)
- 1973: Roll Out (Fernsehserie, 13 Folgen)

Als Regisseur
- 1977: Der Sechs-Millionen-Dollar-Mann (Fernsehserie, eine Folge)

Als Drehbuchautor
- 1977: Hawaii Fünf-Null (Fernsehserie, eine Folge)